# 分子中的原子理论
分子中的原子理论（Atoms in molecules，简称AIM）是量子化学的一个模型。它基于电子密度标量场的拓扑性质来描述分子中的成键。除了成键性质之外，AIM 还根据拓扑性质对全空间进行划分，每个区域内正好包含一个原子核，这种区域给出了量子化学上定义原子的一种方式。通过对每一区域内进行积分，可以得到单个原子的一系列性质。AIM 方法于上世纪60年代由理查德·贝德提出。在过去的几十年里，AIM 逐渐发展成一种用于解决化学体系中的许多问题的理论，其应用的广泛性远非之前提出的各种模型或理论所能及。在 AIM 中，原子表现电子密度梯度场中的吸引子，因而可以通过梯度场的局域曲率来进行定义。这种分析方法一般在文献中称为对电子密度的拓扑分析，尽管这个词与数学中的拓扑一词的含义并不相同。
根据 AIM 理论的基本原理，分子结构由电子密度场上的驻点给出。

## 主要结果
AIM 理论的主要结果包括：
- 分子可以人为地划分为各个原子的区域。这些区域之间的分界面为电子密度梯度场的零通量面。原子的物理性质，包括原子有效电荷、偶极矩和能量等，可以通过采用适当的算符在原子区域内进行积分而得到；
- 当且仅当两个原子之间被一个零通量面分隔开，且该零通量面上有一个(3, −1) 临界点时，认为两个原子间存在键。其中临界点指的是电子密度梯度为零的点。(3, −1) 临界点指的是海森矩阵的本征值中有两个负值和一个正值的临界点。其中 3 表示海森矩阵的非零本征值的个数，而−1表示本征值的符号函数之和。这个临界点称为键临界点（bond critical point, BCP）。换句话说，键临界点就是电子密度标量场上的一阶鞍点。键径由电子密度梯度场中与键临界点相关联的两个核临界点（即原子核所在位置）指向键临界点两条轨线构成。键径上的每一点在垂直于键径的方向上均为电子密度的极大点。
- 根据电子密度场在键临界点的拉普拉斯的符号，可以把键分为两类：闭壳层相互作用的拉普拉斯为正，而电子共享相互作用的拉普拉斯为负。
- 分子成键张力可以用键径与连接两原子核的直线之间的夹角来表征，键径偏离直线越远，表明键中的张力越大。